# Thyasira southwardae
Thyasira southwardae is een tweekleppigensoort uit de familie van de Thyasiridae. De wetenschappelijke naam van de soort is voor het eerst geldig gepubliceerd in 2006 door Oliver & Holmes.